# Кэролайн Пирс
Кэролайн Пирс (англ. Caroline Pierce, род. 12 сентября 1974, Лас-Вегас, Невада) — американская порноактриса, лауреат премии AVN Awards.

## Биография
Родилась 12 сентября 1974 года в Лас-Вегасе. Дебютировала в порноиндустрии в 1997 году. Первый фильм — Net Dreams (Томас Пейн, Arrow/AFV, 1997). Первая сцена анального секса — в Big Wet Asses 18. За карьеру снялась более чем в 290 фильмах, в том числе для таких студий, как Metro, Arrow, Bang Bros и других, а также у режиссёра Родни Мура. Сыграла одну из главных ролей в фильме Джона Стальяно Fashionistas Safado: The Challenge, получив за это в 2007 году AVN Awards в категории «лучшая групповая сцена (видео)».
В 2009 снова получила AVN Awards в номинации «самая скандальная сцена секса» за роль в Night of the Giving Head.
Сыграла Андромеду Страндж в порнофильме ужасов Slaughter Disc.
Кроме актёрской игры, срежиссировала один фильм — Talk Dirty to Me 2002.
Также снималась под именами: Carolina, Caroline, Mistress Caroline Pierce.
У Кэролайн есть татуировки: цветы на большом пальце левой ноги и символ анх на левом бедре, а также пирсинг в языке (2 шт.), сосках, пупке, клиторе, половых губах.
Ушла из индустрии в 2018 году.

## Награды
- 2007 AVN Awards — лучшая групповая сцена, видео — Fashionistas Safado: The Challenge[8]
- 2009 AVN Awards — самая скандальная сцена секса — Night of the Giving Head[9]
- 2014 — включена в Зал славы Legends of Erotica[10]

## Избранная фильмография
- Fashionistas Safado: The Challenge
- Night of the Giving Head